# Ömsesidig begriplighet
Ömsesidig begriplighet är en egenskap hos en grupp av enskilda språk som innebär att talare av det ena språket förstår det andra. I vissa fall kan det även gälla dialektkontinuum.

## Lista över språk med ömsesidig begriplighet

### Ömsesidig begriplighet

#### Indoeuropeiska
- Germanska språk
  - Afrikaans och nederländska.
  - Tyska, jiddisch, luxemburgiska och lågtyska
  - Danska, norska och svenska
  - Engelska och lågskotska
- Slaviska språk
  - Belarusiska, ryska, rusinska och ukrainska – östslaviska språkgruppen
  - Bulgariska och makedonska – östra delen av sydslaviska språkgruppen
  - Kroatiska, bosniska, montenegrinska och serbiska. Tidigare klassat som ett gemensamt språk, serbokroatiska. Dialektkontinuum med slovenska i väst och makedonska och bulgariska i syd och öst.
  - Polska, slovakiska, tjeckiska, och sorbiska. Alla dessa uppvisar dialektkontinuum.

- Romanska språk
  - Arumänska och meglenoromanska
  - Katalanska och occitanska.
  - Franska, vallonska och andra langues d'oïl
  - Franska och de normandiska språken på Kanalöarna
  - Franska och haitiska
  - Italienska (standard) och italienska lokalspråk
    - Sicilianska och italienska
    - Sardiska och italienska

  - Occitanska, katalanska och norditalienska dialekter
  - Portugisiska, galiciska och till stor del spanska.
  - Portugisiska, spanska, italienska är till stor del ömsesidigt begripliga i skriftlig form och till viss del talad, dock har de övriga svårigheter att förstå talad portugisiska då den har gått en annan väg i uttalet, detta gäller särskilt europeisk portugisiska. Brasiliansk portugisiska är mer konservativ i talad form och i regel något lättare för spansktalande att förstå.
  - Rumänska och moldaviska, dessa är ett och samma språk men separerade till namnet p.g.a. politiska tvister
  - Rumänska och arumänska
  - Spanska, asturleonesiska och ladino, samt galicisiska till en stor del, aragonska mindre och katalanska med svårighet.

- Indoiranska språk
  - Punjabi, seraiki, och hindko

#### Austronesiska språk
- Samoanska och tonganska
- Malajiska och indonesiska, lingvistiskt sett ett och samma språk
- Polynesiska dialekter uppvisar ömsesidig begriplighet mellan de flesta talare

#### Dravidiska språk
- Tamil, malayalam och kannada

#### Tai–kadaispråk
- Thai, shan och lao
- Zhuang och bouyei

#### Turkiska språk
- Turkiska, azerbajdzjanska, turkmeniska, krimtatariska och salar
  - Kashgaiska och khalaj är nära besläktade med azerbajdzjanska

#### Finskugriska språk
- Finska, meänkieli, ingermanlandsfinska och karelska. Finska uppvisar också dialektkontinuum med estniska.

#### Bantuspråk
- Zulu, xhosa och swati
- Bukusu och masaaba

#### Afroasiatiska språk
- Berberspråkets varianter

### Endast ömsesidig begriplighet i talad form
- Indoeuropeiska
  - Tadzjikiska och persiska (även dari)
  - Bukhariska och tadzjikiska
  - Hindi och urdu, även punjabi till en viss grad
  - Bengali, oriya och assamesiska
  - De slaviska språken uppvisar dialektkontinuum. Att vissa språk (primärt) skrivs med kyrilliska alfabetet, och andra med latinska kan också skapa problem.
    - Vitryska och ukrainska med polska
    - Kroatiska, bosniska och serbiska med polska uppvisar en låg grad av ömsesidig begriplighet, polsktalande tycks ha svårare än tvärtom

### Endast ömsesidig begriplighet i skriven form
- Alla språk/dialekter som samsas om det kinesiska skriftsystemet
- Koreaner som känner till det äldre skriftsystemet hanja kan till viss grad läsa traditionell kinesiska, samma sak för de som kan läsa japanska.
- Isländska och färöiska
- Isländska och färöiska med fornnordiska (det senare utdött som talspråk).
- Nygrekiska och klassisk grekiska (det senare utdött som talspråk).
- Modern hebreiska med traditionell hebreiska och mishnaisk hebreiska (de senare utdöda som talspråk utanför religiösa tillställningar).
- Skotsk gaeliska och iriska
- Korniska, bretonska och några syd-kymriska dialekter
- Italienska och franska, främst italienskläsande som finner det lättare än franskläsande

### Teckenspråk
- Brittiska teckenspråket, australienska teckenspråket och nyzeeländska teckenspråket är ömsesidigt begripliga till viss del.
- Katalanska teckenspråket, valencianska teckenspråket och det spanska teckenspråket räknas som ett och samma teckenspråk

Observera att teckenspråk inte är nödvändigtvis kopplade till ett talat språk. Döva amerikaner förstår inte döva britter; likaså har svenskar, finlandssvenskar och finnar var sitt separata teckenspråk (även om de tre sistnämnda till stor del är ömsesidigt begripliga).